# Cribratge d'alt rendiment
El cribratge d'alt rendiment és un mètode de recerca sistemàtica indiscriminada de molècules per a la recerca i descobriment de nous fàrmacs. La combinació de la robòtica actual, dels avanços en el processament de dades i la sensibilitat dels detectors, així com la millora dels aparells automàtics ha permès als investigadors utilitzar el cribratge d'alt rendiment com una eina rutinària per fer milions de tests bioquímics, genètics o farmacològics en un breu període. La utilització d'aquest procés permet identificar ràpidament compostos actius, anticossos o gens que modulen una via bioquímica d'interès. Els resultats d'aquests experiments proporcionen un punt de partida per al disseny de fàrmacs i per a la comprensió del paper que desenvolupen certs processos bioquímics.

## Metodologia
El cribratge d'alt rendiment utilitza una aproximació de força bruta per obtenir una gran quantitat de dades experimentals --normalment observacions de com alguna entitat biològica respon a l'exposició de determinats compostos químics-- en un període relativament curt.
Una peça clau i present en tot assaig de cribratge d'alt rendiment és la placa on es realitzen els experiments. Aquesta placa és un petit contenidor, normalment de plàstic, dividida en diversos pouets en els quals s'addicionen en l'ordre corresponent els diferents reactius utilitzats en l'assaig. Per preparar qualsevol assaig de cribratge d'alta eficàcia, els científics omplen els pouets de la placa amb l'entitat biològica que volen estudiar, ja siguin proteïnes, cèl·lules, embrions, etc.
A continuació s'addicionen els reactius i es deixa reaccionar durant el temps necessari i, passat aquest interval, es fan les mesures corresponents a través de cadascun dels pouets de la placa, ja sigui de forma manual o automatitzada. Les mesures manuals són necessàries quan els investigadors utilitzen el microscopi per observar, per exemple, els canvis o defectes que provoca un compost en el desenvolupament embrionari o en la morfologia cel·lular. En altres casos, la presa de dades es pot automatitzar i existeixen màquines especialitzades que mesuren fluorescència, absorbància o altres paràmetres fisicoquímics rellevants per a l'assaig. Una màquina amb una elevada capacitat d'anàlisi pot mesurar desenes de plaques en pocs minuts, generant ràpidament milers de dades experimentals.
Els resultats obtinguts permeten als investigadors fer una primera selecció dels compostos que presenten l'efecte desitjat (anomenats hits) i separar-los d'aquells que no presenten aquestes propietats. A continuació, amb aquesta col·lecció de compostos seleccionats els investigadors fan experiments addicionals per confirmar i refinar les observacions.

## Estat actual
Els assajos de cribratge d'alt rendiment són una innovació bastant recent, que ha estat possible gràcies als avanços de la robòtica i la computació. L'automatització és un element clau per tal que el cribratge d'alt rendiment sigui de màxima utilitat. En molts casos un robot especialitzat és el responsable de tot l'assaig de cribratge d'alta eficàcia, des del procés de preparació de la placa, fins a les mesures i anàlisi de les dades obtingudes. Actualment, existeixen alguns robots que poden assajar fins a 100.000 compostos per dia utilitzant aquesta tècnica.
Tanmateix, aquesta tècnica encara requereix una maquinària molt especialitzada i cara que no tots els centres científics es poden permetre.